# Den første (album)
 For alternative betydninger, se Den første. (Se også artikler, som begynder med Den første)
Den første  er en EP med Magtens Korridorer indspillet 29/30. november og 1. december 1996 i Nøddeknækkerens Studie.

## Trackliste
1. "Folk er nogle svin"
2. "Hestevise"
3. "Lørdag formiddag er et indkøbshelvede"
4. "Man skal hade sig selv for at kunne hade andre"
5. "Deiledrefp" (bonustrack)

 Der er for få eller ingen kildehenvisninger i denne artikel, hvilket er et problem. Du kan hjælpe ved at angive troværdige kilder til de påstande, som fremføres i artiklen.